# Makohaj

Makohajen eller Makrillhajen (Isurus oxyrinchus) är en hajart som beskrevs av Rafinesque 1810. Makohajen ingår i släktet Isurus, och familjen håbrandshajar. IUCN kategoriserar arten globalt som sårbar. Inga underarter finns listade.

## Utseende

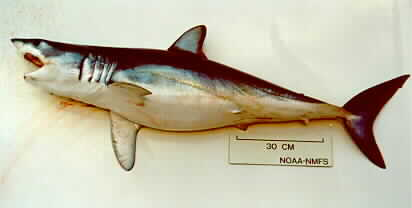
En död makohaj.

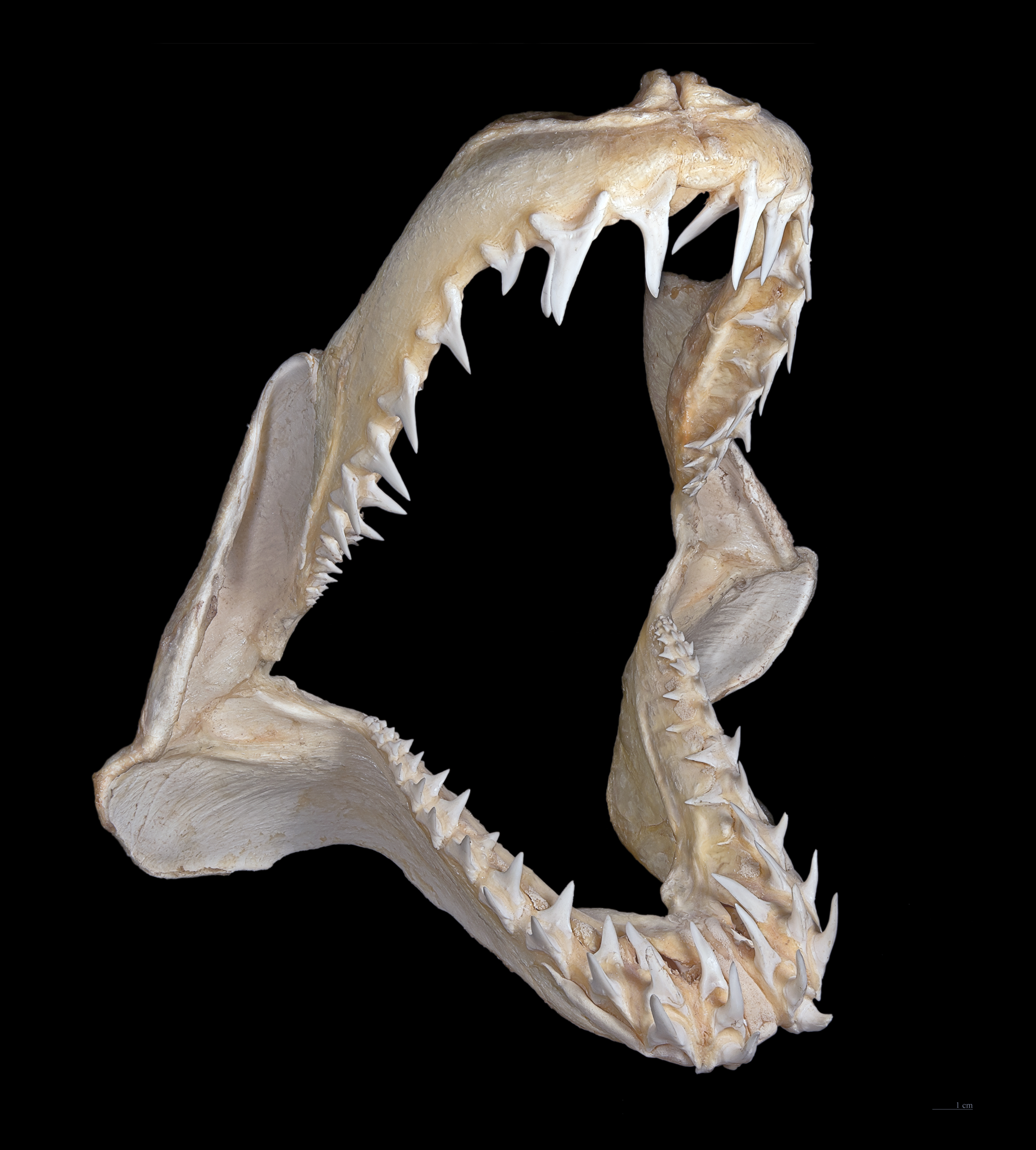
Isurus oxyrinchus.

En slank, strömlinjeformad haj med gråblå till mörkblå ovansida och ljusgrå till vit undersida. Den kan bli upptill 4 meter lång och som mest väga 570 kg. Hajen har 5 gälspringor, och tänder som syns även när munnen är stängd.

## Vanor
Den betraktas som en av världens snabbaste hajar och kan simma i en hastighet på 30–40 km/h på långa sträckor. Det har hävdats att den kan uppnå en topphastighet av 74 km/h på korta sträckor. 
Man känner till att makohajen har skadat människor, men födan utgörs framför allt av fisk. Större individer utvecklar dock tänder lämpade även för marina däggdjur.

## Utbredning
Arten finns i de flesta tropiska och varmtempererade hav. I Europa finns den från Sydnorges kust, väster om Brittiska öarna och vidare ner till Medelhavet Makohajen föredrar en vattenemperatur av minst 16 °C. Den vistas både vid ytan och ner till ett djup av 400 meter.

## Fortplantning
Makohajen är likt de flesta andra hajar ovovivipar, och föder fullbildade ungar. Efter en dräktighetstid av 15 till 19 månader föder honan mellan 4 och 25 ungar som är mellan 60 och 75 centimeter långa. Hanen blir könsmogen vid ungefär 2 år, honan vid 6 år.